# Zenani Mandela-Dlamini

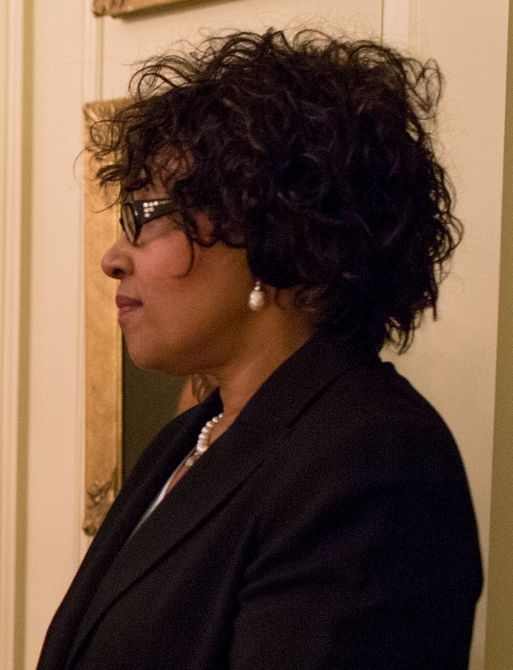
Zenani Mandela (2013)

Prinzessin Zenani Mandela-Dlamini (* 4. Februar 1959 in Soweto) ist eine südafrikanische Diplomatin und Schwägerin des Königs Mswati III. von Eswatini. Als solche ist sie Mitglied des Hauses Dlamini.

## Leben
Zenani Mandela wurde in eine Familie von Häuptlingen geboren. Ihr Vater, Nelson, war ein direkter Nachkomme der Inhaber des Königtums des Thembuvolkes und war selbst Erbe des Häuptlingsamtes von Mvezo. Sein Enkel, Zenanis Neffe Mandla, trat schließlich die Nachfolge des letzteren Titels an. Zenani Mandela wäre beinahe im Gefängnis geboren worden, da ihre Mutter Winnie Mandela kurz nach ihrer Geburt 1959 verhaftet wurde. Als sie vier Jahre alt war, wurde ihr Vater ins Gefängnis gesteckt, wo er die nächsten 27 Jahre bleiben musste. Erst 1974, als sie 15 Jahre alt war, konnte sie ihn besuchen. Mandela-Dlamini studierte am Waterford Kamhlaba United World College of Southern Africa sowie an der Boston University. Dort lernte sie auch Prinz Thumbumuzi Dlamini, einen älteren Bruder von Mswati III., kennen, der dort ebenfalls studierte. Das Paar heiratete 1973 und bekam vier Kinder: Die Töchter Zaziwe (* 1977) und Zamaswazi (* 1979) sowie die Söhne Zinhle (* 1980) und Zozuko (* 1992). Ihr Mann hatte mehrere weitere Kinder aus einer früheren Ehe, darunter Prinz Cedza Dlamini. Mandela-Dlamini wurde im Juli 2012 zur Botschafterin Südafrikas in Argentinien ernannt (Amtsantritt im Oktober) und war damit die erste von Mandelas Kindern, die in den öffentlichen Dienst eintrat; sie trat die Nachfolge des in den Ruhestand tretenden Diplomaten und ehemaligen Oppositionsführers Tony Leon an. Sie hatte dieses Amt bis 2017 inne, als sie zur südafrikanischen Hochkommissarin in Mauritius ernannt wurde. Im Oktober 2019 wurde Zenani Mandela-Dlamini zur südafrikanischen Botschafterin in Südkorea ernannt. Nach der Wahl Mandelas zum Präsidenten und seiner Scheidung von Winnie wurde Zenani ausgewählt, ihren Vater zu seiner Amtseinführung zu begleiten und die stellvertretende First Lady Südafrikas zu werden, bis ihr Vater an seinem 80. Geburtstag die ehemalige mosambikanische First Lady Graça Machel heiratete.